# Ібенешть (Муреш)
Ібенешть, Ібенешті (рум. Ibănești) — село у повіті Муреш в Румунії. Адміністративний центр комуни Ібенешть.
Село розташоване на відстані 274 км на північ від Бухареста, 37 км на північний схід від Тиргу-Муреша, 101 км на схід від Клуж-Напоки, 134 км на північний захід від Брашова.

## Населення
За даними перепису населення 2002 року у селі проживали 2273 особи, з них 2269 осіб (99,8%) румунів. Рідною мовою 2270 осіб (99,9%) назвали румунську.